# باتريك بلومبرغ
باتريك بلومبرغ (بالسويدية: Patrik Blomberg)‏ هو لاعب هوكي الجليد سويدي، ولد في 27 يناير 1994 في ستوكهولم في السويد.

## وصلات خارجية
- باتريك بلومبرغ على موقع EliteProspects.com (الإنجليزية)